# Perithelphusa borneensis
Perithelphusa borneensis is een krabbensoort uit de familie van de Gecarcinucidae. De wetenschappelijke naam van de soort is voor het eerst geldig gepubliceerd in 1868 door von Martens.